# Omar Richards
Omar Tyrell Crawford Richards (Lewisham, Inglaterra, 15 de febrero de 1998) es un futbolista británico que juega en la demarcación de defensa para el Nottingham Forest F. C. de la Premier League.

## Trayectoria
Tras formarse en las filas inferiores del Fulham F. C. y posteriormente del Reading F. C. desde los catorce años, finalmente en 2017 ascendió al primer club, haciendo su debut el 5 de agosto en un encuentro de la EFL Championship contra el Queens Park Rangers F. C. tras sustituir a Jon Dadi Bodvarsson en el minuto 59, ganando el Queens Park Rangers 2-0.
El 27 de mayo de 2021, a un mes de finalizar su contrato con el equipo inglés, el Bayern de Múnich anunció su fichaje para las siguientes cuatro temporadas. Disputó 17 partidos entre todas las competiciones en su primer año, volviendo en julio de 2022 a Inglaterra tras ser traspasado al Nottingham Forest F. C. Después de una temporada, en agosto de 2023 fue cedido al Olympiacos F. C., con el que ganó la Liga Europa Conferencia de la UEFA antes de volver a ser prestado en agosto de 2024, esta vez al Rio Ave F. C.

## Estadísticas

### Clubes
Actualizado al último partido disputado el 14 de mayo de 2022.
| Club                               | Div.          | Temporada     | Liga  | Liga  | Copas nacionales(1) | Copas nacionales(1) | Copas internacionales | Copas internacionales | Total | Total |
| Club                               | Div.          | Temporada     | Part. | Goles | Part.               | Goles               | Part.                 | Goles                 | Part. | Goles |
| ---------------------------------- | ------------- | ------------- | ----- | ----- | ------------------- | ------------------- | --------------------- | --------------------- | ----- | ----- |
| Reading F. C. Inglaterra           | 2.ª           | 2017-18       | 13    | 2     | 3                   | 0                   | —                     | —                     | 15    | 2     |
| Reading F. C. Inglaterra           | 2.ª           | 2018-19       | 10    | 0     | 2                   | 0                   | —                     | —                     | 12    | 0     |
| Reading F. C. Inglaterra           | 2.ª           | 2019-20       | 28    | 0     | 6                   | 1                   | —                     | —                     | 34    | 1     |
| Reading F. C. Inglaterra           | 2.ª           | 2020-21       | 41    | 0     | 1                   | 0                   | —                     | —                     | 42    | 0     |
| Reading F. C. Inglaterra           | Total club    | Total club    | 92    | 2     | 12                  | 1                   | —                     | —                     | 104   | 3     |
| Bayern de Múnich · Alemania        | 1.ª           | 2021-22       | 12    | 0     | 1                   | 0                   | 4                     | 0                     | 17    | 0     |
| Bayern de Múnich · Alemania        | Total club    | Total club    | 12    | 0     | 1                   | 0                   | 4                     | 0                     | 17    | 0     |
| Nottingham Forest F. C. Inglaterra | 1.ª           | 2022-23       | 0     | 0     | 0                   | 0                   | —                     | —                     | 0     | 0     |
| Nottingham Forest F. C. Inglaterra | Total club    | Total club    | 0     | 0     | 0                   | 0                   | —                     | —                     | 0     | 0     |
| Total carrera                      | Total carrera | Total carrera | 104   | 2     | 13                  | 1                   | 4                     | 0                     | 121   | 3     |

## Palmarés

### Títulos nacionales
| Título                | Club             | País     | Año  |
| --------------------- | ---------------- | -------- | ---- |
| Supercopa de Alemania | Bayern de Múnich | Alemania | 2021 |
| 1. Bundesliga         | Bayern de Múnich | Alemania | 2022 |

### Títulos internacionales
| Título                             | Club             | Sede   | Año  |
| ---------------------------------- | ---------------- | ------ | ---- |
| Liga Europa Conferencia de la UEFA | Olympiacos F. C. | Atenas | 2024 |